# 韩城郭家民居
韩城郭家民居位于中国陕西省渭南市韩城市金城街道金城大街（古城南北大街）南段西侧106号，是韩城老城区明清店铺建筑群保存较好的商住古建筑，已列为陕西省文物保护单位。

## 历史
郭家民居在抗战时期由郭长河收购，街房出租给卫姓掌柜经营“大成仁”杂货，批发纸烟。1950年代此宅归公，由土产公司占用。

## 建筑
韩城郭家民居坐西向东，前殿后宅，深宅窄院，防御性强。街房面阔十间，进深两椽，硬山顶阁楼建筑。南、北两跨院的上房面阔分别为四间和三间，硬山顶。

## 保护
2008年9月16日，韩城郭家民居由陕西省人民政府公布为第五批陕西省文物保护单位，编号5-3-28。